# Джани-Ведено

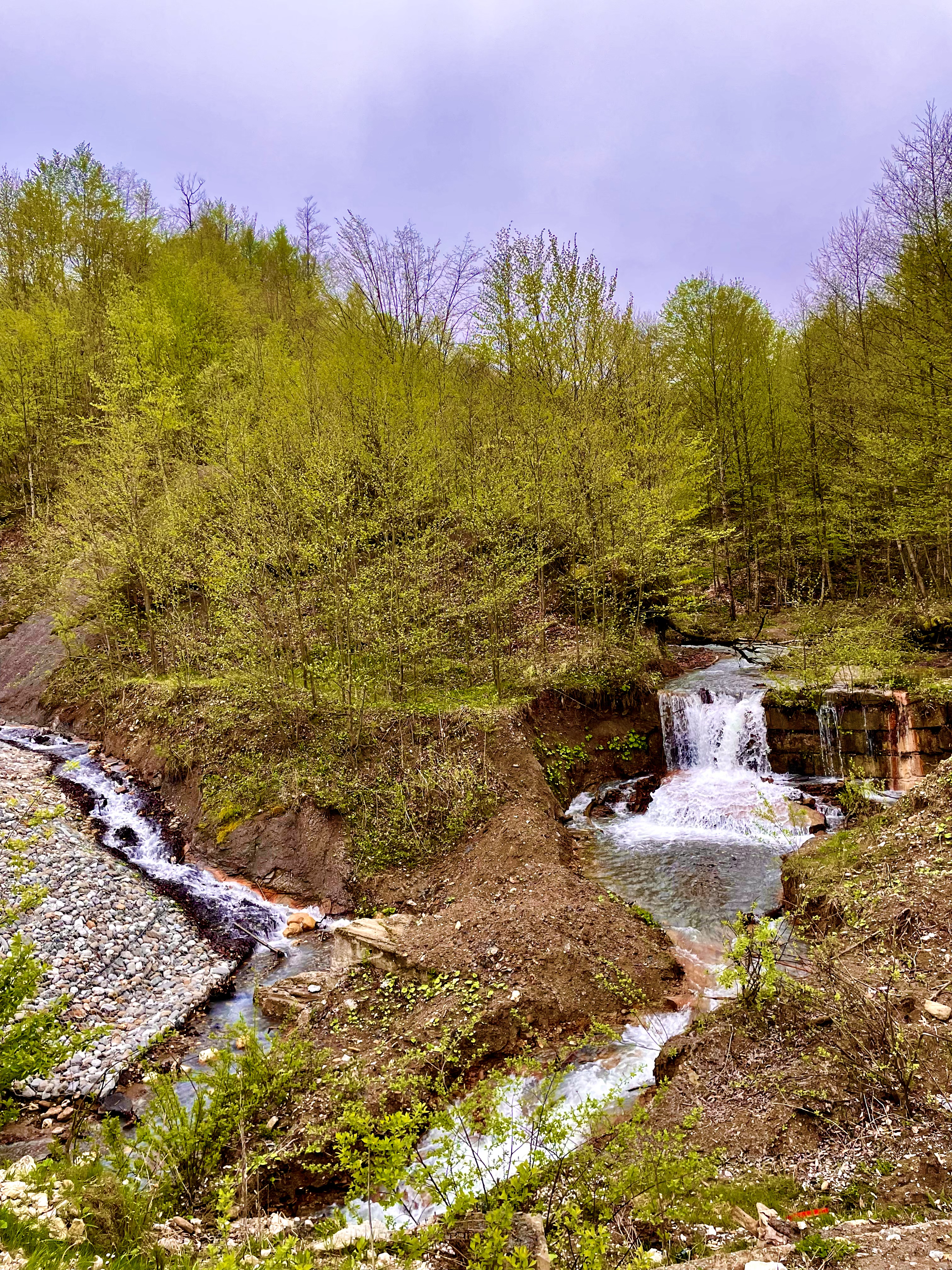
Река Гумс близ Джани-Ведено.

Джани-Ведено (чечен. Жани-Ведана) — хутор в Веденском районе Чеченской Республики. Входит в состав Тазен-Калинского сельского поселения.

## География
Хутор расположен по обоим берегам реки Гумс, в 11 км к юго-востоку от районного центра Ведено.
Ближайшие населённые пункты: на севере — село Тазен-Кала, на северо-востоке — село Белгатой, на севере-западе — село Дышне-Ведено, на юго-западе — село Харачой, на востоке — село Дарго.

## Население
| 1990 | 2002 | 2010 |
| ---- | ---- | ---- |
| 184  | ↘0   | →0   |